# Anisodes turneri
Anisodes turneri là một loài bướm đêm trong họ Geometridae.